# Copa del Món de Futbol 2018 - Grup G
El Grup G de la Copa del Món de Futbol 2018, realitzada a Rússia, està compost per quatre equips, que s'enfrontaran entre ells amb un total de sis partits. Quan acabin aquests partits, els dos equips amb més punts es classificaran per a la fase següent.
El primer lloc d'aquest grup s'enfrontarà contra el segon del grup H. El segon lloc del grup s'enfrontarà al primer del grup H.

## Integrants
El grup G està integrat per les seleccions següents:
| Bèlgica | Anglaterra | Tunísia | Panamà |
| ------- | ---------- | ------- | ------ |

Segons el Ranking Mundial de la FIFA del 15 de març del 2018, Bèlgica estava classificada en 5è lloc, Anglaterra en el 16è, Tunísia en el 23è i Panamà en el 53è.

## Classificació
| Pos | Equip      | PJ | PG | PE | PP | GF | GC | DG | Pts | Classificació        |
| --- | ---------- | -- | -- | -- | -- | -- | -- | -- | --- | -------------------- |
| 1   | Bèlgica    | 3  | 3  | 0  | 0  | 9  | 2  | +7 | 9   | Avança a segona fase |
| 2   | Anglaterra | 3  | 2  | 0  | 1  | 8  | 3  | +5 | 6   | Avança a segona fase |
| 3   | Tunísia    | 3  | 1  | 0  | 2  | 5  | 8  | −3 | 3   |                      |
| 4   | Panamà     | 3  | 0  | 0  | 3  | 2  | 11 | −9 | 0   |                      |

## Partits

### Bèlgica vs. Panamà
| Bèlgica                       | 3–0     | Panamà |
| ----------------------------- | ------- | ------ |
| Mertens 47' · Lukaku 69', 75' | Informe |        |

### Tunísia vs. Anglaterra
| Tunísia        | 1–2     | Anglaterra      |
| -------------- | ------- | --------------- |
| Sassi 35' (p.) | Informe | Kane 11', 90+1' |

### Bèlgica vs. Tunísia
| Bèlgica                                                    | 5–2     | Tunísia                  |
| ---------------------------------------------------------- | ------- | ------------------------ |
| E. Hazard 6' (p.), 51' · Lukaku 16', 45+3' · Batshuayi 90' | Informe | Bronn 18' · Khazri 90+3' |

### Anglaterra vs. Panamà
| Anglaterra                                                    | 6–1     | Panamà    |
| ------------------------------------------------------------- | ------- | --------- |
| Stones 8', 40' · Kane 22' (p.), 45+1' (p.), 62' · Lingard 36' | Informe | Baloy 78' |

### Anglaterra vs. Bèlgica
| Anglaterra | 0–1     | Bèlgica     |
| ---------- | ------- | ----------- |
|            | Informe | Januzaj 51' |

### Panamà vs. Tunísia
| Panamà            | 1–2     | Tunísia                      |
| ----------------- | ------- | ---------------------------- |
| Meriah 33' (p.p.) | Informe | Ben Youssef 51' · Khazri 66' |